# Айвсон, Джон
Джон Айвсон (англ. John Iveson) — британский тромбонист и музыкальный педагог; солист симфонического оркестра Би-би-си, Королевского филармонического оркестра и оркестра театра Ковент-Гарден, участник брасс-ансамбля Филипа Джонса, преподаватель Королевского колледжа музыки в Лондоне и Королевского Северного колледжа музыки в Манчестере.

## Биография
Профессиональная карьера Джона Айвсона началась в 1965 году, когда он был принят на должность второго солиста-тромбониста в симфонический оркестр Би-би-си. В 1969 году он был назначен солистом-концертмейстером группы тромбонов в Королевский филармонический оркестр. После этого Айвсон сотрудничал с многими другими лондонскими оркестрами. С 1980 по 1991 год он занимал место солиста оркестра Королевского оперного театра Ковент-Гарден. В течение многих лет Джон Айвсон был первым тромбонистом и аранжировщиком брасс-ансамбля Филипа Джонса. Его переложения и оригинальные сочинения для ансамбля медных духовых вошли в репертуар многих музыкальных коллективов. Айвсон также неоднократно принимал участие в записях музыки для кино и телевидения.
С 1970 по 1991 год Джон Айвсон преподавал тромбон в Королевского колледжа музыки в Лондоне. В настоящее время он профессор Королевского Северного колледжа музыки в Манчестере. Айвсон проживает в графстве Камбрия с женой и двумя собаками.